# Robert Liebknecht
Robert Liebknecht, né à Berlin le 26 février 1903 et mort à Paris le 26 octobre 1994, est un peintre allemand et le fils du communiste révolutionnaire Karl Liebknecht.

## Biographie
Robert Liebknecht prend des cours de dessin à partir de 1917 chez un ami de son père, Karl Liebknecht. Encouragé à poursuivre dans cette voie par Käthe Kollwitz, il s'inscrit dans une école d’art privée à Berlin où ses professeurs sont Hans Baluschek et Willy Jaeckel, puis devient l'élève de Robert Sterl à l’École supérieure des beaux-arts de Dresde.
En 1930, il s’installe à Berlin-Wedding et peint des scènes de la vie quotidienne.
Après l'arrivée des nazis au pouvoir en 1933, il émigre avec son épouse en France. Pendant la Seconde Guerre mondiale, après avoir été interné au camp des Milles, le couple s'enfuit en Suisse.
Revenu en France en 1948 et naturalisé français en 1956, Robert Liebknecht poursuit son activité de peintre. Ses œuvres sont exposées à plusieurs reprises dans divers pays.
Il meurt à Paris en 1994 et est inhumé au cimetière central de Berlin-Friedrichsfelde.

## Galerie

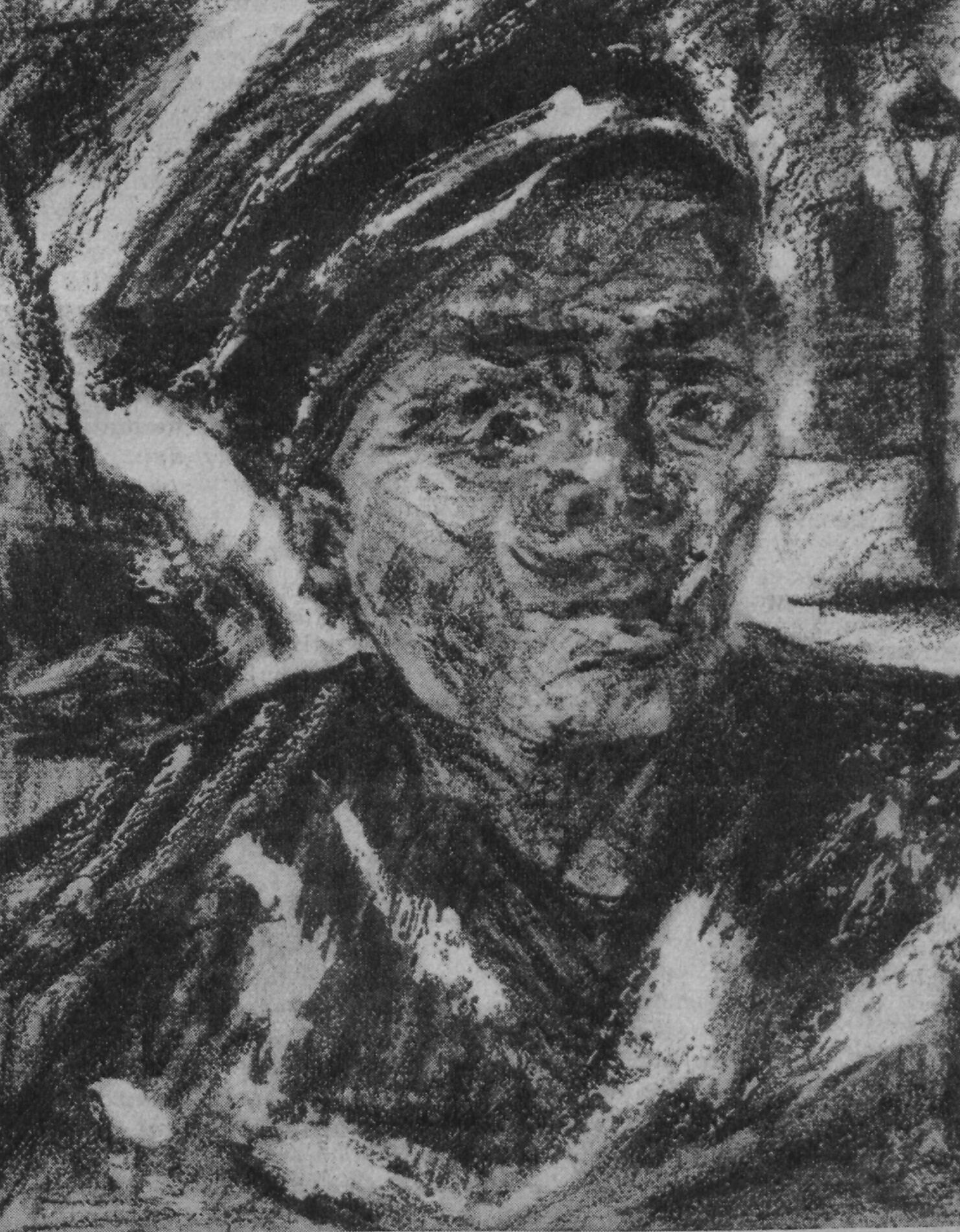
Illustration de Robert Liebknecht pour Trois Camarades (de) de Erich Maria Remarque

## Expositions à Paris
- 1937, 1939, 1953, 1957 : Salon des Indépendants
- 1938, 1949, 1956 : Galerie Jeanne Castel
- 1983 : Galerie Peinture Fraiche

## Publication
- Quatre-vingts Dessins d'Albert Dürer. Adaptation française de Robert Liebknecht, d'après F. Winkler, Paris 1953